# Cássia Eller (álbum de 1990)
Cássia Eller é o álbum de estreia da cantora brasileira Cássia Eller, lançado em setembro de 1990.

## Antecedentes
Cássia Eller nasceu no Rio de Janeiro em 1962. Após passar por diversas cidades do país durante a vida, chegou a Brasília nos anos 1980, e lá passou por diversas experiências musicais, além de fazer amizade com Zélia Duncan. Até o fim da década, Cássia fez inúmeras apresentações em festivais de música locais e musicais, destacando-se pelo timbre vocal grave e potente.
Em 1988, Cássia se mudou para São Paulo, onde poderia conseguir maior projeção profissional. Lá, ela encontrou seu tio, Wanderson Clayton, que trabalhava como produtor do grupo 14 Bis. Mostrou-lhe uma música dos Beatles em seu violão, o que o deixou impressionado. A partir de então, Wanderson tentaria transformar Cássia na "maior cantora desse país", segundo suas palavras.

## Gravação
Imediatamente, ele a colocou em um estúdio pertencente a um amigo. Dessa primeira gravação saíram 10 canções em voz e violão, que viriam a fazer parte do repertório final. As faixas surpreendiam pelos compositores selecionados, a grande maioria pertencentes ao circuito independente. Havia nomes como Hermelino Neder, Bocato, Mário Manga e Arrigo Barnabé. Nesse período, Cássia voltou para Brasília, sem esperanças de obter sucesso em sua empreitada, enquanto Wanderson tentava arranjar dinheiro para fazer a mixagem do material que tinha em mãos.
Após conseguir editar a fita, Wanderson a levou para o Rio, onde ficava a sede da PolyGram. Lá, trabalhava Mayrton Bahia, produtor de grupos como o Legião Urbana e que conhecia Wanderson de trabalhos com o 14 Bis na EMI. Após esperar por cerca de seis horas, ele deixou a gravação para Mayrton e foi embora. Ao chegar em casa, recebeu uma ligação deste. Quando regressou ao escritório, Mayrton ofereceu um contrato de três discos com Cássia. Com isso, Cássia retornou ao Rio de Janeiro, e o processo de produção de Cássia Eller iniciou-se.
Uma banda para acompanhar a cantora foi montada (segundo Wanderson, o processo foi complicado pela enorme timidez de Cássia). Com a banda montada, os ensaios das dez faixas iniciais começaram em um estúdio no Cosme Velho. Mayrton, que acreditava que Cássia era um diamante bruto que não devia ser lapidado, fazia questão de deixar com que os músicos tomassem os rumos e decisões musicais. Paralelamente a isso, Cássia fez seu show de apresentação à imprensa na casa de shows Mistura Fina, em Ipanema. Wanderson comprou-lhe um vestido e um sapato alto, que ela jogou longe logo na primeira música. Nesse período, até 1994, quando deixou de ser produzida pelo tio, Cássia usava roupas com estilo mais "marginal" e sem grandes preocupações de estilo. No mesmo dia, foram comunicados de que o próprio Wanderson seria o produtor do álbum de estreia. Essa foi a primeira experiência de Clayton como produtor solo.
No início, a pretensão da PolyGram era de que Cássia tivesse um repertório pop e uma imagem mais bem cuidada. Mayrton Bahia, no entanto, acreditando no potencial de sua figura jovem e rebelde, defendeu seu estilo frente ao departamento comercial. "A gravadora não acreditava nela, queria que ela tivesse bons modos, que ela fosse mais menininha", diz Mayrton.
O disco contou com as participações de Frejat (que compôs Barraco) e Peninha, nas percussões. Como os músicos da banda possuíam uma forte influência jazzística, o guitarrista do Barão Vermelho propôs que voltassem às origens musicais da intérprete, essencialmente calçadas no rock. Apesar da rejeição inicial a essa ideia, logo ela foi aceita por eles.
A capa do álbum, inicialmente, seria assinada pelo artista plástico André Peticov, mas não foi aprovada pela cantora ou por seu tio. Então, optou-se por uma foto retirada em um show em São Paulo, feita por Eliane Torino. Para a contracapa, Peticov deu outra ideia, dessa vez aprovada: Cássia, literalmente, chutaria o balde. A foto foi feita na praia da Barra, onde a cantora passou algum tempo repetindo o ato. Terminada a produção, era hora de definir a divulgação do trabalho. Inicialmente, a TV Globo encomendou à gravadora uma versão da música Meu Bem, Meu Mal, que seria tema de abertura da novela homônima, exibida em 1990. A gravação, com arranjos da banda da própria Cássia, não foi aprovada pela gravadora ou pela emissora, que a considerou fora de contexto. "A Cássia berrava", diz Wanderson Clayton, que ainda guarda a gravação inédita.
Para divulgar o disco, foram gravados seis clipes. Um deles, Por Enquanto, primeiro single do álbum e seu primeiro sucesso, foi exibido no Fantástico em 1990. Os outros cinco foram exibidos pela então recém-lançada MTV Brasil, nos meses seguintes. Inicialmente, todas as onze faixas gravadas teriam clipes musicais, mas devido ao orçamento apertado, a ideia teve de ser abandonada.

## Recepção
| Críticas profissionais | Críticas profissionais |
| Avaliações da crítica  | Avaliações da crítica  |
| Fonte                  | Avaliação              |
| ---------------------- | ---------------------- |
| allmusic               | [ 4 ]                  |

Em 1990, Marisa Monte e seu sucesso meteórico com o disco de estreia, MM, fez com que as gravadoras passassem a procurar cantoras ditas "ecléticas" e que tivessem experiências anteriores, principalmente como cantoras da noite. Com isso, nomes como Selma Reis e Zélia Duncan (que ainda assinava como Zélia Cristina) foram lançados com a mesma premissa de Marisa. Como surgiu ao mesmo tempo no cenário musical, Cássia Eller não fugiu a essa regra, e foi tratada pela imprensa especializada como "uma versão ácida de Marisa Monte". Quando do lançamento do disco, Cássia afirmou que via semelhanças entre si mesma e Marisa, no tocante ao repertório.
Outro fato que chamou a atenção dos críticos foi a técnica vocal de Cássia, que era contralto. Algumas publicações, como a Folha de S. Paulo, afirmaram que ela tinha bom potencial, mas "urgia direção". Já outras, como a Veja, classificaram o álbum como "agradável de se ouvir". A revista, inclusive afirmou, em sua edição de 22 de setembro de 1990, que o LP de Cássia, assim como os de Selma e Zélia, não ficava devendo em nada ao de Marisa Monte.
Perante ao público, Cássia Eller alcançou relativo sucesso, com vendagens em torno das 60 mil cópias (sendo, entre as cantoras descritas acima, a que conseguiu números mais expressivos). O disco originou uma turnê nacional bem-sucedida, além de um especial para a TV Manchete, gravado durante uma apresentação no Circo Voador, no Rio de Janeiro, com a participação de Peninha na banda. Dessa turnê, que também tinha a participação de Victor Biglione, e tinha um repertório com inúmeras canções de blues, surgiria um disco gravado por Cássia e Victor, mas que foi arquivado pela gravadora por ter repertório pouco diversificado (havia apenas covers de canções de blues e outros gêneros convertidas para este). Dessa ideia, viria o segundo disco de Cássia Eller, O Marginal.

## Faixas
| N.º            | Título                        | Compositor(es)                  | Duração |  |
| 1.             | "Já Deu pra Sentir / Tutu"    | Itamar Assumpção/Marcus Miller  | 3:11    |  |
| 2.             | "Rubens"                      | Mário Manga                     | 3:27    |  |
| 3.             | "Barraco"                     | Frejat/Jorge Salomão            | 3:02    |  |
| 4.             | "Que o Deus Venha"            | Frejat/Cazuza/Clarice Lispector | 3:20    |  |
| 5.             | "Eleanor Rigby"               | John Lennon/Paul McCartney      | 3:27    |  |
| 6.             | "Otário"                      | Bocato                          | 4:00    |  |
| 7.             | "Por Enquanto"                | Renato Russo                    | 4:10    |  |
| 8.             | "O Dedo de Deus"              | Mário Manga/Arrigo Barnabé      | 2:56    |  |
| 9.             | "Lullaby"                     | Cássia Eller/Márcio Faraco      | 1:45    |  |
| 10.            | "Não Sei o Que Quero da Vida" | Hermelino Neder/Arrigo Barnabé  | 2:34    |  |
| 11.            | "Tutti Frutti"                | Lubin/Penniman/La Bostrie       | 3:07    |  |
| Duração total: | Duração total:                | Duração total:                  | 34:42   |  |

## Músicos
- Cássia Eller → Vocais e Violões
- Nelson Faria → Guitarra
- Jorge Helder → Baixo
- Élcio Cáfaro → Bateria
- Wanderley Silva → Percussão
- Zé Marcos → Teclados
- Frejat → Guitarra

## Certificações
| País          | Certificação | Vendas |
| ------------- | ------------ | ------ |
| Brasil (ABPD) | —            | 60.000 |